# Eotytanozuch
Eotitanosuchus (z gr. "tytaniczny krokodyl świtu") jest nazwą rodzajową drapieżnego terapsyda, żyjącego w środkowym permie (word, około 267 milionów lat temu). Szczątki zwierzęcia odkryto w Rosji, w okolicach miasta Perm.
Holotypem, na podstawie którego P.K. Chudinov wyodrębnił rodzaj w roku 1960 jest zniszczona czaszka. Skamieniałości reprezentowane są głównie przez szczątki osobników młodocianych. Należy do nich także inna czaszka, mierząca 35 cm długości. Na jej podstawie oszacowano, że zwierzę, do którego należała, mierzyło ponad 2 metry. W związku z tym, uważa się, że dorosłe osobniki osiągały nawet do 6 metrów długości i 500 kilogramów masy ciała.
Szczątki eotytanozuchów odkryte zostały w formacji ukształtowanej z terenów zalewowych, będących kiedyś przybrzeżnymi bagnami. Skały te zawierały również szkielety innego drapieżnego terapsyda, biarmozucha. Obfitowały jednak głównie w szczątki roślinożernych dinocefali z rodzaju Estemmenosuchus: E. uralensis oraz E. mirabilis, które zapewne stanowiły potencjalny łup zwierzęcia.
Długie nogi eotytanozucha pozwalają nam przypuszczać, że pomimo swych dużych rozmiarów był zwinnym drapieżnikiem. Środowisko, w jakim odkryto jego szczątki wskazuje, że był także doskonałym pływakiem, wiodącym być może ziemno-wodny tryb życia.
Czaszka dorosłego osobnika dochodziła zapewne do metra długości. Zaopatrzona była w bardzo duże kły oraz zestawy małych siekaczy i drobnych, spłaszczonych zębów policzkowych. Pysk zwierzęcia był długi i dość wysoko sklepiony. Oczodoły były względnie duże. Będąc przedstawicielem dość wczesnych terapsydów, eotytanozuch wykazuje pierwotne cechy czaszki, manifestujące się głównie małymi rozmiarami otworów skroniowych, (są jednak większe niż u przedstawicieli rodziny Biarmosuchidae). Fakt ten wskazuje na to, że zacisk szczęk eotytanozucha był względnie słaby.
| ← mln lat temuEotytanozuch |          |            |          |          |           |         |          |         |          |           |      |    |
| Prekambr←4,6 mld           | Kambr541 | Ordowik485 | Sylur443 | Dewon419 | Karbon359 | Perm299 | Trias252 | Jura201 | Kreda145 | Paleog.66 | Ng23 | Q2 |